# Nord-Euro und Süd-Euro

Eine mögliche Aufspaltung der Eurozone:
„Nord-Euro“
„Süd-Euro“

Nord-Euro und Süd-Euro war ein Konzept, hinter dem die Forderung steht, den Euro in zwei Währungen zu spalten. Dieses Konzept wurde im Zuge der Eurokrise erstmals 2010 diskutiert, um die Folgen der Eurokrise zu lindern bzw. den Grundstein einer neuen Währungsordnung in der Europäischen Union zu legen. Bekannte Vertreter des Konzepts waren der Publizist und Politiker Hans-Olaf Henkel und der Hamburger Volkswirtschaftsprofessor Dirk Meyer. Die Idee wurde später auch von der AfD aufgriffen, spielte aber ab der zweiten Hälfte der 2010er keine nennenswerte Rolle in der politischen Diskussion.

## These
Die Grundthese von Hans-Olaf Henkel und Dirk Meyer ist, dass eine Gemeinschaftswährung verschiedener Staaten mit ähnlicher Wirtschafts- und Finanzstruktur durchaus vorteilhaft für alle beteiligten Länder ist, dies aber beim Euro nicht gegeben sei, da die Euro-Länder zu unterschiedliche Volkswirtschaften hätten. Für die einen ginge der Schutz vor Inflation vor Preisniveaustabilität, andere müssten hingegen die Möglichkeiten der Geldabwertung nutzen, um ihre Exporte zu steigern und ihre Wirtschaft anzukurbeln. Beide Arten von Volkswirtschaften könnten sich folglich nicht einen gemeinsamen Währungsraum teilen.

## Konzept
Daraus ergibt sich der Vorschlag, den Euro in einen Nord-Euro und einen Süd-Euro aufzuteilen. Der Nord-Euro-Raum soll Deutschland, die Niederlande, Belgien, Österreich, Finnland und Luxemburg umfassen – die Länder, die derzeit von den US-Rating-Agenturen die Spitzenbonität erhalten. Auch Tschechien und Dänemark könnten dann den Nord-Euro einführen, so Henkel und Meyer. Der Süd-Euro-Raum solle Frankreich, Spanien, Italien, Griechenland und Portugal umfassen. Der Wechselkurs zwischen Süd- und Nord-Euro würde frei schwanken.
Zunächst sollen die Regierungen laut Meyer die Einführung eines Nord-Euros in ihren Staaten verkünden. Wenige Tage später sollen die Banken damit beginnen, die im Umlauf befindlichen Banknoten mit einer „fälschungssicheren magnetischen Tinte“ zu markieren. Diese Euro-Scheine sollen vorübergehend als neue Währung akzeptiert werden. Um zu vermeiden, dass auch Bürger anderer Euro-Länder ihre Euro in die neue, höher bewertete Währung umtauschen, solle das „Umstempeln“ auf maximal zwei Tage begrenzt werden, so Meyer. Die eigentliche Umstellung auf neue Banknoten und Münzen solle etwa ein Jahr in Anspruch nehmen. Eine Rekapitalisierung und Verstaatlichung verschiedener Banken wäre zudem notwendig, so Henkel.

## Vor- und Nachteile

### Vorteile
- Die Befürworter erwarten, dass die Süd-Euro-Staaten durch eine Abwertung des Süd-Euro ihre internationale Wettbewerbsfähigkeit und damit ihre Exporte steigern können. Außerdem würden Importe teurer werden und sich dadurch verringern, was zu einer ausgeglicheneren Handelsbilanz (Differenz zwischen Exporten und Importen) führen würde.[9] Deutschland habe nach Ansicht einiger Ökonomen ohnehin eine zu hohe Exportquote; durch einen starken Nord-Euro würden Importe billiger und Exporte teurer, die deutsche Handelsbilanz wäre ausgeglichener.
- Transferzahlungen innerhalb der Währungsunion zur Stützung von Süd-Staaten würden den Annahmen der Befürworter zufolge nicht mehr erforderlich sein.[10] Die bestehenden Verpflichtungen aus der EFSF und dem Europäischen Stabilitätsmechanismus (ESM) blieben allerdings erhalten.
- Die Währungsunion(en) könnte(n) an Homogenität und Zusammenhalt gewinnen. Dies würde dazu führen, dass die Geldpolitik der Zentralbank mehr im Sinne der einzelnen Mitgliedstaaten ausfallen würde.[11]

### Nachteile
Nachteile für Süd-Euro-Länder
- Nach Ansicht vieler Ökonomen ist es zweifelhaft und stark von der Reaktion der Marktteilnehmer abhängig, ob sich die Wettbewerbsfähigkeit der Weichwährungsländer durch eine Abwertung tatsächlich verbessern würde. Es stehe zu erwarten, dass Kreditgeber eine höhere Inflation in Austrittsländern bzw. dem Süd-Euro antizipierten und deshalb höhere Kreditzinsen verlangten. Ebenso könnten die Währungsabwertung und höhere Inflation eine Lohn-Preis-Spirale auslösen. In jedem Fall verursacht eine Abwertung der Währung eine reale Aufwertung (Erhöhung) der privaten und staatlichen fremdwährungs- und Euroschulden. Aus diesen Gründen wäre der Nutzen eines Austritts aus dem Euro unter Umständen nicht besonders hoch.[12][13]

- Laut vielen Ökonomen und dem Sachverständigenrat zur Begutachtung der gesamtwirtschaftlichen Entwicklung könnte ein Zerfall der Euro-Zone zu Kapitalverlagerungen führen, welche die Situation der Finanzsysteme der Weichwährungsländer erheblich belasteten.[13][14] Es sei jedem Marktteilnehmer klar, dass gerade die Abwertung der Hauptzweck der Aufspaltung sei. Um der Herabwertung des eigenen Geldvermögens zu entgehen, würden Finanzinstitute, Firmen und Privathaushalte im schlimmsten Fall in einem systemweiten Bank Run ihr Geld ins Ausland schaffen. Da die Aufspaltungsländer sowieso schon Probleme bei der Refinanzierung haben, könnten sie das Bankensystem nicht stützen. Das Ergebnis wäre die Mutter aller Finanzkrisen, die mit großer Wahrscheinlichkeit auf das Wirtschaftswachstum und die Beschäftigung durchschlagen würde.[15] Der Verweis auf die geräuschlose Auflösung der Währungsunionen der früheren UdSSR, der früheren Tschechoslowakei und des früheren Jugoslawien geht nach Barry Eichengreen fehl. Bei diesen ehemals kommunistischen Staaten waren der Finanz- und Bankensektor im Zeitpunkt der Aufspaltung unterentwickelt. Auch bestanden von vornherein umfassende Kapitalverkehrskontrollen. Anders als im Falle der Eurozone waren die rechtlichen und technisch-tatsächlichen Möglichkeiten einer Kapitalflucht beim Zerfall der ehemaligen Ostblock-Staaten gering. In den historischen Fällen hat sich gezeigt, dass eine Abschottung der Grenzen, eine Unterbindung von Auslandsreisen, eine Unterbrechung des Außenhandels und drakonische Kapitalverkehrskontrollen notwendig waren, um eine Kapitalflucht zu verhindern. Dass derartige Maßnahmen heutzutage umsetzbar wären ist zweifelhaft, zumal im Falle einer fortbestehenden EU-Wirtschaftsunion.[16]

Nachteile für Nord-Euro-Länder
- Es käme spiegelbildlich zu der Kapitalflucht aus austretenden Ländern zu einem massiven Kapitalzufluss in die Nord-Euro-Länder.[13] Nach Ansicht von Eichengreen würde dies z. B. in Deutschland die Inflation erhöhen und Preisblasen an der Börse und dem Immobilienmarkt auslösen bzw. verstärken.[13][17]
- Ein Nord-Euro würde zwangsläufig deutlich und auch gegenüber dem Dollar aufwerten, was deutsche Produkte im Ausland teurer machen und die Internationale Wettbewerbsfähigkeit Nord-Euro-Länder beeinträchtigen würde. Da dies ein dauerhaftes, strukturelles Problem wäre, würden Exportunternehmen dieser Länder ihre inländischen Kosten verringern oder ihre Produktion ins Ausland verlagern. Dies hätte negative Auswirkungen auf Wirtschaftswachstum und Arbeitslosigkeit.[18] Auch ein Zusammenbruch der gesamten europäischen Wirtschaft wird von den Journalisten nicht ausgeschlossen.[10]
- Zumindest ein partieller Schuldenerlass wäre trotzdem notwendig, da sich die Schulden von Griechenland und anderer Länder auch bei einem Süd-Euro nicht in Luft auflösen.[19]

Nachteile aus spezifisch deutscher Sicht
- Aus deutscher Sicht wären laut einem Bericht der Zeitung Die Welt alle Wettbewerbsvorteile, die sich Deutschland in den vergangenen 15 Jahren erarbeitet habe, umsonst.
- Laut dem Sachverständigenrat betragen die deutschen Auslandsforderungen gegenüber dem Euro-Raum (Stand: 2012) 2,8 Billionen € zzgl. 530 Milliarden € Target-2 Forderungen der deutschen Bundesbank. Ein Teil dieser Forderungen würde uneinbringlich. Die Auflösung der Währungsunion könnte deutschen Kapitalanlegern erhebliche Verluste bringen;[14] laut Konrad-Adenauer-Stiftung würden bei einer Aufwertung des Nord-Euro um bspw. 20 % diese Anlagen einen Wertverlust von insgesamt 160 Mrd. € erleiden.[18]

Allgemeine Nachteile
- Kritiker befürchten, eine Spaltung der Euro-Währung könnte auch zu einer Spaltung und Schwächung des politischen Europas führen. Der Ökonom Jacob Kirkegaard und Daniel Gros, Direktor des Brüsseler Centre for European Policy Studies, gehen sogar davon aus, dass die Spaltung das Ende der Europäischen Union und der europäischen Integration insgesamt bedeuten würde.[20]
- Nach Ansicht von Stefan Homburg würde ein Nord-Euro nicht das Grundproblem zwischenstaatlicher Währungsunionen ändern, die historisch gesehen alle auseinandergebrochen sind. Denn das Problem der „Allmende“, die jeder für seine Interessen nutzen, jedoch niemand pflegen will, werde dadurch nicht gelöst. Der zu beobachtende Kampf um eine „gemeinsame Kasse“, etwa in Form der EZB-Seigniorage, würde weiterbestehen.[21]

## Kosten und Folgen
Der Verfechter des Modells, Dirk Meyer, schätzt die Kosten für die Währungsumstellung auf etwa 20 Milliarden Euro, was ungefähr einem Prozent des deutschen Bruttoinlandprodukts und in etwa den angefallenen Kosten bei der Euro-Einführung entspricht. Meyer rechnet in der Folge mit einer Aufwertung des Nord-Euro von 25 bis 30 Prozent. Im Gegenzug würde das deutsche Vermögen im Ausland entsprechend abgewertet. Der größte Teil der Abwertung würde Banken und Versicherungen treffen. Verteuerten Exporten stünden verbilligte Importe gegenüber. Zudem wären mit Kosten für den deutschen Ausstieg aus der Europäischen Zentralbank und für die bereits ausgegebenen Hilfen zu rechnen. Die gesamtwirtschaftlichen Kosten für Deutschland schätzte Meyer im Jahr 2011 auf 250 bis 340 Milliarden Euro, was etwa 10 bis 15 % des Bruttoinlandsprodukts entspricht. Die Kosten für Deutschland, wenn es in der Euro-Zone bliebe, schätzte er auf 65 bis 115 Milliarden Euro jährlich. Somit wäre die Variante des Nord-Euro auf lange Sicht günstiger.
Einem Bericht des Kuriers zufolge prognostizierte der Wirtschaftsweise Lars Feld bei einem Auseinanderbrechen des Euro eine massive Wirtschaftskrise mit einem Einbrechen des Bruttoinlandsprodukts um bis zu zehn Prozent.
Michael Hüther vom Institut der deutschen Wirtschaft erwartet bei einer Einführung eines Nord-Euro einen deflationären Schock, eine Aufwertung, die bis zur Hälfte aller Jobs in der Exportindustrie zerstören könnte, und kurzfristig 2,5 bis 3 Millionen zusätzliche Arbeitslose.
Einer wissenschaftlichen Untersuchung des Österreichischen Instituts für Wirtschaftsforschung im Jahr 2012 zufolge wäre für Österreich eine Wirtschaftskrise zu erwarten, die derjenigen des Jahres 2009 in etwa gleichkäme und zwei Jahre andauern würde. Es würde etwa fünf Jahre dauern, bis die Defizite im Bruttoinlandsprodukt wieder wettgemacht würden. Die Arbeitslosigkeit würde zeitweise um etwa 180.000 Personen ansteigen. Das Institut für Höhere Studien erwartet für Österreich einen Einbruch von 7,5 % bei Einführung eines Nord-Euro bis 2016 und eine Zunahme der Arbeitslosen um 80.000 Personen. Die Wachstumsrate des österreichischen Bruttoinlandsproduktes würde für zwei Jahre negativ ausfallen, aber danach wieder auf etwa 2 % ansteigen. Dieses Szenario wurde berechnet in Bezug auf ein, laut Autoren „optimistisches“ Referenzszenario, bei dem die Erhaltung der Eurozone in ihrer jetzigen Form angenommen wird. Es wurde ferner angenommen, dass die Krisenländer ihre schwierigen Reformen politisch durchstehen, ihre Lohnstückkosten durch interne Abwertung senken, ihre Banken rekapitalisieren und ihre Kredite zurückzahlen werden. Zudem müssten die Euroländer bereit sein, weitere Schuldenschnitte in Kauf zu nehmen und bei Bedarf weitere Banken zu rekapitalisieren und, wenn notwendig, den ESM aufzustocken. Trotzdem würde das Wirtschaftswachstum vor allem in den Südländern über viele Jahre sehr klein ausfallen, was die Rückzahlung der Kredite erschweren würde.

## Befürworter
In Deutschland wurde das Konzept parteipolitisch von der Alternative für Deutschland (AfD) in Betracht gezogen. In Österreich vertrat die Freiheitliche Partei (FPÖ) die Forderung nach einem Nord-Euro.
2015 forderte Allan Meltzer, Wirtschaftsprofessor in Pittsburgh, eine zeitweise Aufspaltung der Währungsunion in zwei Teile mit „hartem“ und „weichem“ Euro, flankiert von Hilfen für schwache Banken. Das mache die weiter nötigen Reformen weniger schmerzhaft. Wenn sich die wirtschaftlichen Kräfteverhältnisse zurechtgeruckelt hätten, wäre die Wiedervereinigung zum gemeinsamen Euro möglich.

## Alternativen
Ein ähnlicher Vorschlag von Markus C. Kerber, Professor für öffentliche Finanzwirtschaft und Wirtschaftspolitik an der Technischen Universität Berlin, sieht vor, eine so genannte „Guldenmark“ als Parallelwährung zum Euro einzuführen. Diese soll von Ländern mit Leistungsbilanzüberschuss – konkret Deutschland, den Niederlanden, Finnland, Österreich und Luxemburg – getragen werden. Eine Guldenmark könne Wettbewerbsunterschiede zwischen Nord und Süd ausgleichen helfen.
Alternativ wurde auch vorgeschlagen, die angeschlagenen Länder wie Griechenland sollten Parallelwährungen zusätzlich zum Euro einführen. Größere Aufmerksamkeit erhielt der „GEURO“-Beitrag von Thomas Mayer, der in Medien wie ZEIT oder Spiegel rezipiert wurde. Markus C. Kerber äußerte jedoch Zweifel an diesen Vorschlägen, da sich noch nie eine Parallelwährung gebildet oder gar gehalten habe, welche gegenüber der eigentlichen Währung schwächer war. Bei einem „GEURO“ oder einer „Neu-Drachme“ wäre dies jedoch der Fall.
Der Bundesverband mittelständische Wirtschaft veröffentlichte 2013 einen Sammelband Die Parallelwährung: Optionen, Chancen, Risiken, der einen Überblick über die Vorschläge gibt.